# Héctor Luna
Héctor Luna (né le 1er février 1980 à Monte Cristi, République dominicaine) est un joueur de champ intérieur de baseball évoluant pour les Chunichi Dragons de la Ligue centrale du Japon. Il joue dans les Ligues majeures de baseball de 2004 à 2012. 

## Carrière
Héctor Luna signe son premier contrat professionnel en 1999 avec les Indians de Cleveland. Alors qu'il évolue encore en ligues mineures, il est réclamé par les Cardinals de Saint-Louis via la procédure de repêchage de règle 5 le 15 décembre 2003. Luna débute dans le baseball majeur avec Saint-Louis le 8 avril 2004. Il joue deux saisons et demie pour les Cardinals, obtenant 8 coups de circuit et 61 points produits en 223 parties de saison régulière. Il participe également aux séries éliminatoires de 2004 et 2005 avec l'équipe, et fait une apparition dans un match de Série mondiale 2004, perdue par Saint-Louis contre Boston.
Luna connaît sa meilleure saison à l'attaque en 2006. Il commence l'année chez les Cardinals mais ceux-ci l'échangent aux Indians de Cleveland le 30 juillet en retour du joueur de champ intérieur Ronnie Belliard. Luna termine l'année avec une moyenne au bâton de ,286 et des records personnels de six circuits, 38 points produits et 100 coups sûrs en 113 parties jouées pour Saint-Louis et Cleveland.
Il ne fait pas partie de l'effectif des Indians au début de la saison 2007 et est assigné aux ligues mineures. Le 3 août suivant, les Blue Jays de Toronto le réclament au ballottage et le ramènent dans les majeures. Luna ne joue toutefois que 24 parties pour Toronto, soit 22 en 2007 et deux seulement dans la saison 2008.
En 2009, il passe l'année dans les mineures dans l'organisation des Dodgers de Los Angeles. Signé par la suite comme agent libre par les Marlins de la Floride, il joue 27 parties avec ce club, partageant une fois de plus son temps entre les majeures et les mineures. Il rejoint les Red Sox de Boston mais ne joue qu'en ligues mineures pour un club-école de la franchise en 2011.
Le 21 décembre 2011, Luna signe un contrat des ligues mineures avec les Phillies de Philadelphie. Il frappe pour ,226 en 28 matchs pour Philadelphie en 2012. Libéré le 30 août, il rejoint le lendemain les Pirates de Pittsburgh.
Luna est un joueur de champ extérieur qui évolue surtout au poste d'arrêt-court dans les ligues mineures. Cependant, dans les majeures, il a surtout joué au deuxième but, en plus de patrouiller occasionnellent le champ extérieur.
De 2013 à 2015, il porte les couleurs des Chunichi Dragons de la Ligue centrale du Japon.